# Discographie de Rascal Flatts
Rascal Flatts est un groupe country américain fondé en 2000 par Gary LeVox, Jay DeMarcus et Joe Don Rooney. Le groupe a sorti six albums studio ainsi qu'un best of intitulé Greatest Hits, le tout sous le label Lyric Street Records. Leur album le plus récompensé est Feels Like Today: 5 fois disque de Platine. Sauf pour leur premier album Rascal Flatts, tous les albums du groupe ont atteint la première place sur le classement des meilleurs albums country.
Le trio a sorti vingt-sept singles, dont onze ont atteint le numéro un sur le classement Hot Country Songs du magazine Billboard. Bless the Broken Road est le single resté le plus longtemps numéro un (cinq semaines), tandis que What Hurts The Most est également resté numéro un sur le Hot Adult Contemporary Tracks. Cette dernière est leur position la plus élevée sur le Billboard Hot 100, atteignant le numéro 6. Leur deuxième meilleur classement est Life Is A Highway, que le groupe a enregistré pour la bande originale du film d'animation Pixar Cars (film), atteignant la 7e place sur le Hot 100.
En juillet 2010, le groupe a signé avec le label Big Machine Records, et sort un nouvel album, Nothing Like This, le 16 novembre 2010.

## Albums studio

### Années 2000
| Rascal Flatts           | - Date de sortie: 6 juin 2000 - Label: Lyric Street Records - Formats: CD, cassette             | 3 | 43 | —  | 77 | —  | - US: 2× disque de Platine                                   |
| Melt                    | - Date de sortie: 29 octobre 2002 - Label: Lyric Street Records - Formats: CD, cassette         | 1 | 5  | 49 | —  | —  | - CAN (Music Canada): disque d'Or - US: 3× disque de Platine |
| Feels Like Today        | - Date de sortie: 28 septembre 2004 - Label: Lyric Street Records - Formats: CD, music download | 1 | 1  | 30 | —  | —  | - CAN: disque de Platine - US: 5× disque de Platine          |
| Me and My Gang          | - Date de sortie: April 4, 2006 - Label: Lyric Street Records - Formats: CD, music download     | 1 | 1  | 4  | —  | —  | - CAN: disque de Platine - US: 5× disque de Platine          |
| Still Feels Good        | - Date de sortie: 25 septembre 2007 - Label: Lyric Street Records - Formats: CD, music download | 1 | 1  | 3  | —  | 64 | - US: 2× disque de Platine                                   |
| Unstoppable             | - Date de sortie: 7 avril 2009 - Label: Lyric Street Records - Formats: CD, music download      | 1 | 1  | 7  | —  | —  | - US: disque de Platine                                      |
| "—" = Pas de classement |                                                                                                 |   |    |    |    |    |                                                              |

### Années 2010
| Titre                    | Détails                                                                                       | Position dans les classements | Position dans les classements | Position dans les classements | Disque de certification |
| Titre                    | Détails                                                                                       | US Country                    | US                            | CAN                           | Disque de certification |
| ------------------------ | --------------------------------------------------------------------------------------------- | ----------------------------- | ----------------------------- | ----------------------------- | ----------------------- |
| Nothing Like This        | - Date de sortie: 16 novembre 2010 - Label: Big Machine Records - Formats: CD, music download | 1                             | 6                             | 14                            | - US: Disque de Platine |
| Changed                  | - Date de sortie: 3 avril 2012 - Label: Big Machine Records - Formats: CD, music download     | 1                             | 3                             | 10                            | - US: Disque d'or       |
| Rewind                   | - Date de sortie: 13 mai 2014 - Label: Big Machine Records - Formats: CD, téléchargement      | 1                             | 5                             | 7                             | —                       |
| The Greatest Gift of All | - Date de sortie: 21 octobre 2016 - Label: Big Machine Records - Formats: CD, téléchargement  | 7                             | 60                            | —                             | —                       |

## Compilations
| Best of Ballads            | - Date de sortie: 15 octobre 2007 - Label: Cut - Formats: Music download                         | —  | — | —  |
| Greatest Hits Volume 1     | - Date de sortie: 8 octobre 2008 - Label: Lyric Street Records - Formats: CD, music download     | 2  | 6 | 11 |
| Summer of Flatts           | - Date de sortie: 21 juillet 2009 - Label: Lyric Street Records/iTunes - Formats: Music download | —  | — | —  |
| 14 Love Songs for the 14th | - Date de sortie: 9 février 2010 - Label: Lyric Street Records - Formats: Music download         | 41 | — | —  |
| "—" = Pas de classement    |                                                                                                  |    |   |    |

## Albums live
| Titre                          | Détails                                                                                    |
| ------------------------------ | ------------------------------------------------------------------------------------------ |
| Rascal Flatts Live             | - Date de sortie: 16 décembre 2003 - Label: Lyric Street Records - Formats: CD             |
| The Best of Rascal Flatts Live | - Date de sortie: 8 novembre 2011 - Label: Hollywood Records - Formats: CD, music download |

## Singles

### Années 2000
| Année                   | Single                  | Position dans les classements | Position dans les classements | Position dans les classements | Position dans les classements | Position dans les classements | Position dans les classements | Disque de certification | Album            |
| Année                   | Single                  | US Country                    | US                            | US AC                         | US Adult                      | US Pop                        | CAN                           | Disque de certification | Album            |
| ----------------------- | ----------------------- | ----------------------------- | ----------------------------- | ----------------------------- | ----------------------------- | ----------------------------- | ----------------------------- | ----------------------- | ---------------- |
| 2000                    | Prayin' for Daylight    | 3                             | 38                            | —                             | —                             | —                             | —                             |                         | Rascal Flatts    |
| 2000                    | This Everyday Love      | 9                             | 56                            | —                             | —                             | —                             | —                             |                         | Rascal Flatts    |
| 2001                    | While You Loved Me      | 7                             | 60                            | —                             | —                             | —                             | —                             |                         | Rascal Flatts    |
| 2001                    | I'm Movin' On           | 4                             | 41                            | —                             | —                             | —                             | —                             |                         | Rascal Flatts    |
| 2002                    | These Days              | 1                             | 23                            | —                             | —                             | —                             | —                             |                         | Melt             |
| 2003                    | Love You Out Loud       | 3                             | 30                            | —                             | —                             | —                             | —                             |                         | Melt             |
| 2003                    | I Melt                  | 2                             | 34                            | —                             | —                             | —                             | —                             |                         | Melt             |
| 2003                    | Mayberry                | 1                             | 21                            | —                             | —                             | —                             | —                             |                         | Melt             |
| 2004                    | Feels Like Today        | 9                             | 56                            | —                             | —                             | —                             | —                             |                         | Feels Like Today |
| 2004                    | Bless the Broken Road   | 1                             | 29                            | 20                            | —                             | —                             | —                             | - US: Disque de Platine | Feels Like Today |
| 2005                    | Fast Cars and Freedom   | 1                             | 38                            | —                             | —                             | —                             | —                             | - US: Disque d'Or       | Feels Like Today |
| 2005                    | Skin (Sarabeth)         | 2                             | 42                            | —                             | —                             | —                             | —                             | - US: Disque d'Or       | Feels Like Today |
| 2006                    | What Hurts the Most     | 1                             | 6                             | 1                             | 9                             | 22                            | —                             | - US: Disque de Platine | Me and My Gang   |
| 2006                    | Me and My Gang          | 6                             | 50                            | —                             | —                             | —                             | —                             |                         | Me and My Gang   |
| 2006                    | My Wish                 | 1                             | 28                            | 13                            | —                             | —                             | —                             | - US: Disque de Platine | Me and My Gang   |
| 2007                    | Stand                   | 1                             | 46                            | —                             | —                             | —                             | 54                            |                         | Me and My Gang   |
| 2007                    | Take Me There           | 1                             | 19                            | —                             | —                             | —                             | 49                            |                         | Still Feels Good |
| 2007                    | Winner at a Losing Game | 2                             | 52                            | —                             | —                             | —                             | 57                            |                         | Still Feels Good |
| 2008                    | Every Day               | 2                             | 45                            | —                             | —                             | —                             | 65                            |                         | Still Feels Good |
| 2008                    | Bob That Head           | 15                            | 102                           | —                             | —                             | —                             | —                             |                         | Still Feels Good |
| 2008                    | Here                    | 1                             | 50                            | —                             | —                             | —                             | 80                            |                         | Still Feels Good |
| 2009                    | Here Comes Goodbye      | 1                             | 11                            | 13                            | —                             | —                             | 48                            |                         | Unstoppable      |
| 2009                    | Summer Nights           | 2                             | 37                            | —                             | —                             | —                             | 56                            |                         | Unstoppable      |
| 2009                    | Why                     | 18                            | 102                           | —                             | —                             | —                             | —                             |                         | Unstoppable      |
| "—" = Pas de classement |                         |                               |                               |                               |                               |                               |                               |                         |                  |

### Années 2010
| Année | Single                          | Position dans les classements | Position dans les classements | Position dans les classements | Disque de certification | Album             |
| Année | Single                          | US Country                    | US                            | CAN                           | Disque de certification | Album             |
| ----- | ------------------------------- | ----------------------------- | ----------------------------- | ----------------------------- | ----------------------- | ----------------- |
| 2010  | Unstoppable"                    | 7                             | 52                            | 83                            |                         | Unstoppable       |
| 2010  | Why Wait                        | 1                             | 48                            | 60                            |                         | Nothing Like This |
| 2011  | I Won't Let Go                  | 2                             | 31                            | 39                            | - US: Disque de platine | Nothing Like This |
| 2011  | Easy (avec Natasha Bedingfield) | 7                             | 43                            | —                             |                         | Nothing Like This |
| 2012  | Banjo                           | 1                             | 51                            | 57                            | - US: Disque d'Or       | Changed           |
| 2012  | Come Wake Me Up                 | 8                             | 52                            | 99                            | - US: Disque de platine | Changed           |
| 2012  | Changed                         | 25                            | 73                            | 54                            | - US: Disque d'or       | Changed           |
| 2014  | Rewind                          | 4                             | 38                            | 41                            | - US: Disque d'Or       | Rewind            |
| 2014  | Payback                         | 24                            | 111                           | —                             |                         | Rewind            |
| 2014  | Riot                            | 27                            | 103                           | —                             |                         | Rewind            |

## Musiques de film
| Année | Single            | Position dans les classements | Position dans les classements | Disque de certification | Album             |
| Année | Single            | US Country                    | US                            | Disque de certification | Album             |
| ----- | ----------------- | ----------------------------- | ----------------------------- | ----------------------- | ----------------- |
| 2006  | Life Is a Highway | 18                            | 7                             | - US: Disque de Platine | Cars (soundtrack) |

## Contributions
| Année | Musique                                        | Artiste          | Album                                               |
| ----- | ---------------------------------------------- | ---------------- | --------------------------------------------------- |
| 2000  | Walk The Llama Llama                           |                  | The Emperor's New Groove                            |
| 2000  | Twist of the Magi                              | SHeDAISY         | Brand New Year                                      |
| 2001  | God Rest Ye Merry Gentlemen                    |                  | No Wrapping Required: A Christmas Album             |
| 2002  | The Glory of Life                              |                  | Nous étions soldats (We Were Soldiers) (soundtrack) |
| 2005  | Bless the Broken Road                          | Carrie Underwood | Non-album song                                      |
| 2006  | Bless the Broken Road                          |                  | Grammy Nominees 2006                                |
| 2006  | Life Is a Highway                              |                  | Cars (soundtrack)                                   |
| 2006  | Love Will Come Back                            | Chicago          | Chicago XXX                                         |
| 2006  | Summer                                         | India.Arie       | Testimony: Vol. 1, Life and Relationship            |
| 2006  | Red, White and Blue                            | Brian McKnight   | Ten                                                 |
| 2007  | Faith in Love                                  | Reba McEntire    | Reba: Duets                                         |
| 2007  | Winner at a Losing Game                        |                  | Now That's What I Call Country                      |
| 2009  | Backwards                                      |                  | Hannah Montana: Le film (soundtrack)                |
| 2009  | Bless the Broken Road                          |                  | Hannah Montana: Le film (soundtrack)                |
| 2009  | Here                                           |                  | Now That's What I Call Country Volume 2             |
| 2009  | Away in a Manger                               |                  | music download                                      |
| 2010  | Mary Did You Know                              |                  | music download                                      |
| 2010  | Your Day To Get Away                           |                  | Hershey’s Pure Summer Sounds                        |
| 2011  | That Should Be Me                              | Justin Bieber    | Never Say Never – The Remixes                       |
| 2011  | You're the Best Thing That Ever Happened to Me | Anna Wilson      | Countrypolitan Duets                                |
| 2011  | Love Is Everything                             | Michael Bolton   | Gems                                                |
| 2012  | Dancing on the Ceiling                         | Lionel Richie    | Tuskegee                                            |
| 2012  | Come Wake Me Up                                | Jill Johnson     | A Woman Can Change Her Mind                         |
| 2013  | Old Flame                                      | Alabama          | Alabama & Friends                                   |
| 2014  | Kickstart My Heart                             |                  | Nashville Outlaws: A Tribute to Mötley Crüe         |

## DVD
| Années | Titre              | Détail                                                    | US Video | FRA Video | RIAA                 |
| ------ | ------------------ | --------------------------------------------------------- | -------- | --------- | -------------------- |
| 2003   | Rascal Flatts Live | - Sortie: 16 septembre 2003 - Label: Lyric Street Records | 1        | 1         | 2× Disque de Platine |

## Clips vidéo
La plupart des musiques célèbres de Rascal Flatts sont également présentées sous la forme de clips, diffusés sur les chaînes de télévision CMT, GAC et sur internet. Life Is A Highway, qui n'a pas été officiellement diffusée sur les radios country, a également eu une vidéo, répandue elle aussi sur les chaines de télévision et internet.
| Année | Musique                         | Réalisateur                 |
| ----- | ------------------------------- | --------------------------- |
| 2000  | Prayin' for Daylight            | Trey Fanjoy                 |
| 2000  | This Everyday Love              | Trey Fanjoy                 |
| 2001  | I'm Movin' On                   | Shaun Silva                 |
| 2002  | These Days                      | Deaton-Flanigen Productions |
| 2003  | Love You Out Loud (Live)        | Milton Lage                 |
| 2003  | I Melt                          | Deaton-Flanigen Productions |
| 2004  | My Worst Fear                   | Deaton-Flanigen Productions |
| 2004  | Feels Like Today                | Deaton-Flanigen Productions |
| 2004  | Bless the Broken Road (Live)    | Jon Small                   |
| 2005  | Here's to You (Live)            | Jon Small                   |
| 2005  | Fast Cars and Freedom (Live)    | Jon Small                   |
| 2005  | Skin (Sarabeth)                 | Deaton-Flanigen Productions |
| 2006  | What Hurts the Most             | Shaun Silva                 |
| 2006  | Life Is a Highway               | Shaun Silva                 |
| 2006  | Me and My Gang (Live)           | Jon Small                   |
| 2007  | He Ain't the Leavin' Kind       | Jon Small                   |
| 2007  | Stand                           | Shaun Silva                 |
| 2007  | Take Me There                   | Shaun Silva                 |
| 2008  | Every Day                       | Deaton-Flanigen Productions |
| 2008  | Bob That Head (Live)            | Shaun Silva                 |
| 2008  | I'll Be Home for Christmas      | Shaun Silva                 |
| 2009  | Here Comes Goodbye              | Shaun Silva                 |
| 2009  | Summer Nights                   | Shaun Silva                 |
| 2010  | Why                             | Dan Rubottom                |
| 2010  | Unstoppable                     | Shawn Robbins               |
| 2010  | Why Wait                        | Billy Zabka                 |
| 2011  | I Won't Let Go                  | George Flanigen             |
| 2011  | Easy (avec Natasha Bedingfield) | Peter Zavadil               |
| 2012  | Banjo                           | Shaun Silva                 |
| 2012  | Come Wake Me Up                 | Shaun Silva                 |
| 2012  | Changed (Live)                  | Shaun Silva                 |
| 2013  | Changed                         | Carl Diebold                |
| 2014  | Rewind"                         | Mason Dixon                 |
| 2014  | Payback                         | Gary Halverson              |
| 2015  | Riot                            | Brian Lazzaro               |

### Apparition pour d'autres artistes
| Année | Video                                  | Directeur     |
| ----- | -------------------------------------- | ------------- |
| 2011  | That Should Be Me (avec Justin Bieber) | Mark Kalbfeld |